# Rafael Aceves
Rafael Aceves y Lozano fue un compositor español nacido en La Granja de San Ildefonso, Segovia, el 20 de marzo de 1837 y fallecido en Madrid el 21 de febrero de 1876. 
Rafael Aceves fue un compositor que comenzó su carrera obteniendo la medalla de oro en el Conservatorio de Madrid en 1863. Es especialmente conocido como autor de música religiosa. Junto con un compañero compositor, llegó concluir la ópera El Puñal de la Misericordia en 
la incipiente Primera República española (1869), con el que fue nuevamente reconocido con un premio. 
En el género musical de la zarzuela, compuso algunos títulos de referencia, como El negro bola y El trono de Escocia, en el que contó con la colaboración de Manuel Fernández Caballero. Con la colaboración de Francisco Asenjo Barbieri compuso la zarzuela El testamento azul. En homenaje a Cervantes, Aceves compuso la pieza El manco de Lepanto - episodio histórico en un acto y en verso, de 1867, que informa de la liberación y cautiverio del escritor en Argel. También compuso una parodia a la obra El molinero de Subiza de Cristóbal Oudrid, titulado El carbonero de Subiza. 